# Amado García Guerrero
Pour les articles homonymes, voir Guerrero (homonymie).
Amado García Guerrero (né le 2 juin 1931 à La Romana - mort le 2 juin 1961 à Saint-Domingue) est un militaire de la République dominicaine et l'un des conjurés qui ont organisé l'assassinat du dictateur Rafael Leónidas Trujillo Molina. Il a été abattu par des agents du Serviço de Inteligência Militar peu après cet assassinat.
Appartenant au Corps des Collaborateurs Militaires de Trujillo, il était chargé d'informer les autres conjurés des déplacements de ce dernier, et c'est ce qu'il fit lui-même dans la nuit du 30 mai 1961, pour ensuite prendre part lui aussi à l'exécution de l'homme qui pendant plus de 30 ans avait tenu entre ses mains les destinées de cette nation des Caraïbes.
Parmi les raisons qui portèrent ce jeune militaire, qui avait pourtant un avenir assuré comme militaire dans l'entourage proche du tyran, serait entré le fait que le dictateur lui aurait interdit de contracter mariage avec une jeune fille de sa ville natale, Luisa Gil, du fait qu'elle était la sœur de René Gil, un « rebelle communiste ». Ce qui est bien établi, c'est que le régime, afin de s'assurer de la loyauté de ses jeunes officiers, les obligeait à assassiner des prisonniers politiques détenus dans les prisons, et c'est ce qui arriva au Lieutenant García Guerrero, à qui l'on apprit par la suite que la personne qu'il avait tuée était son beau-frère. Cette action le convainquit définitivement de s'unir aux autres conjurés pour en finir avec le dictateur ; il était le plus jeune du groupe.
Entrèrent en action cette nuit : Salvador Estrella Sadhalá, Huáscar Tejeda, Luis Amiama Tió, Antonio Imbert Barrera, Antonio de la Maza, Amado García Guerrero, Roberto Pastoriza Neret, Pedro Livio Cedeño Herrera.
Le 2 juin, jour même de son 30è anniversaire, des agents du Servicio de Inteligencia Militar (SIM), le localisèrent chez une tante par alliance au 59 de l'Avenida San Martín à Saint-Domingue ; il périt assassiné mais les armes à la main, après un échange de tirs prolongé, et non sans avoir atteint plusieurs de ses poursuivants dont l'un mourut à l'endroit même.
Amado García Guerrero a été élevé à titre posthume au grade de général le 2 juin 2011.
Le film dominicain de fiction Le lieutenant Amado (es) (août 2013), écrit par Huchi Lora et réalisé par Félix Limardo, retrace la participation d'Amado García Guerrero au complot contre Trujillo et sa propre mort.

## Sources
- (es) Cet article est partiellement ou en totalité issu de l’article de Wikipédia en espagnol intitulé « Amado García Guerrero » (voir la liste des auteurs).

1. ↑  (es) « Efemérides Patrias rinde homenaje al teniente Amado García por el 56 aniversario de su asesinato », sur Diario Libre, 2 juin 2017 (consulté le 6 novembre 2017).
2. ↑  (es) « Hoy se cumplen 56 años del asesinato del teniente Amado García Guerrero », sur El Nacional, 2 juin 2017 (consulté le 6 novembre 2017).